# Ceraphron tetratomus
Ceraphron tetratomus är en stekelart som först beskrevs av Thomson 1858.  Ceraphron tetratomus ingår i släktet Ceraphron och familjen pysslingsteklar. Arten är reproducerande i Sverige. Inga underarter finns listade i Catalogue of Life.